# Josip Poljak
Josip Poljak (Orahovica 1882. – Zagreb, 1962.), bio je hrvatski geolog, speleolog, znanstvenik, planinar.
Doktorirao je geologiju. Bio je ugledni stručnjak za geologiju krša i za speleologiju. Obnašao je dužnost direktora Geološko-paleontološkog muzeja u Zagrebu. Radio je na populariziranju prirodnih znanosti. 
Pisao je za list Hrvatski planinar u kojem je objavio mnoštvo članaka (Nova špilja u Gorskom kotaru, Spilja Kuštrovka, Nove pećine u području Velike Paklenice, Nekoje pećine Zagrebačke i Samoborske gore, Lokvarska pećina).
Bio je glavni urednik Hrvatskog planinara (1914. i 1922. – 1929.). Kad su HPD-ovci u 2. polovici 1920-ih intenzivno radili na popularizaciji planinarenja po Dinarskom gorju, posebice Velebitu, napisao je 1929. Planinarski vodič po Velebitu.
Na sjevernom Velebitu zove se jedan kuk među Rožanskim kukovima. Ivan Krajač je nazvao jedan kuk po kolegi iz HPD-a Josipu Pasariću, a druga dva je nazvao po Anti Premužiću (Premužićev toranj) i Josipu Poljaku,  1930. sam po sebi nazvao je jedan kuk.